# 에밀 카폰

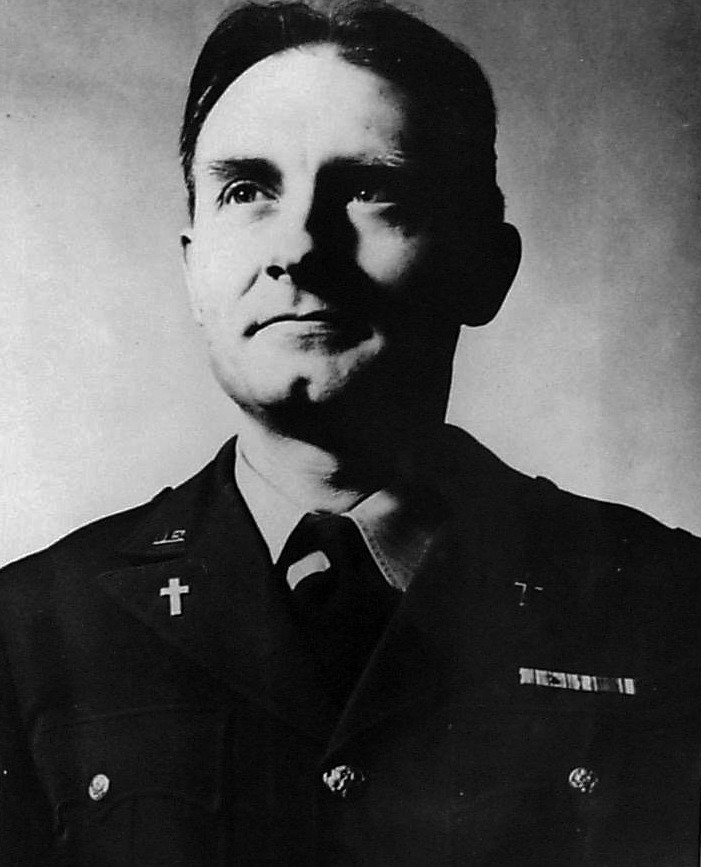

에밀 카폰 대위(Emil Joseph Kapaun, 1916년 4월 20일 – 1951년 5월 23일)는 미국 육군의 군종사제이다.

## 생애
한국전쟁 당시 제1기병사단 군종신부로 참전였고 1950년 11월 운산 전투에서 중공군에 포로로 잡혔다
1951년 5월 23일 포로수용소에서 35세로 선종하였다. 그는 이 훈장 추서 전에 본국인 미국에서 2013년에 명예 훈장을 받았고 그 전인 1993년에 교황 요한 바오로 2세에 의해 하느님의 종으로 선포되었다. 2025년 교황 프란치스코가 교령으로 가경자(Venerable)로 선포하였다.
2021년에 유해의 신원이 확인되었고 같은 해 7월 27일에 대한민국 정부로부터 태극무공훈장을 수여받았고 그의 조카가 대신 받았다.

## 상훈
- 명예훈장
- 태극무공훈장

## 참고 자료
- ‘한국전쟁의 성자’ 카폰 신부 동상, 고향 땅에 선다

## 같이 보기
- 한국 전쟁 명예훈장 수훈자 목록